# Termoelectrica
Termoelectrica este o companie de stat din România, înființată în anul 1998 ca filială CONEL, și devenită societate comercială separată în anul 2000 prin restructurarea CONEL. Compania are ca principal obiect de activitate generarea de energie electrică și termică prin arderea combustibililor fosili.
În anul 2002 Transelectrica a transferat la Consiliile Locale 24 de centrale electrice de termoficare.
Din punct de vedere al combustibililor folosiți, centrale companiei folosesc hidrocarburi 65,4% și cărbune 34,6%.
În anul 2006 Termoelectrica a primit un ajutor de stat de 3,35 miliarde RON (aproximativ 950 milioane Euro).
De la înființare și până la 30 iunie 2009, compania a acumulat pierderi de 2,22 miliarde de lei (525 milioane Euro), din cauza majorărilor și penalităților pentru datoriile istorice.
Termoelectrica a avut în anul 2009 pierderi de 295,2 milioane lei, acumulate din cauza majorărilor și penalităților aferente creditelor angajate de companie până la 31 decembrie 2004.
În 2008, Termoelectrica a înregistrat pierderi de 344,7 milioane lei.
Număr de angajați în 2008: 1.700
Cifra de afaceri în 2008: 639,5 milioane RON (173,6 milioane Euro)

## Organizare
Compania are următoarea structură organizatorică:
- 3 filiale - societăți comerciale de exploatare (Electrocentrale Deva, Electrocentrale București și Electrocentrale Galați);
- 4 sucursale de exploatare (CET Păroșeni, CET Doicești, CET Borzești, CET Brăila) - fără personalitate juridică;
- 1 sucursală de valorificări active;
- 12 - filiale - societăți comerciale de reparații și servicii (Termoserv-uri) printre care: Termoserv București, Termoserv Constanța, Termoserv Mureș, Termoserv Galați, Termoserv Deva, Termoserv Turceni, Termoserv Rovinari, Termoserv Craiova.

Compania va fuziona, în septembrie 2009, cu Termoservurile Borzești, Brăila, Doicești și Paroșeni.

## Istoric
În anul 2008, complexurile energetice Rovinari, Turceni și Craiova au fuzionat cu Termoserv-urile care le deserveau: Termoserv Rovinari, Termoserv Turceni și Termoserv Craiova.

## Capacități
Puterea instalată a companiei la 31 decembrie 2005, inclusiv cele 3 filiale, era de 5.520 MW, din care:
- 2.008 MW - Electrocentrale București
- 1.260 MW - Electrocentrale Deva - funcționare pe huilă
- 535 MW - Electrocentrale Galați (3x105 MW, 2x60 MW, 1x100 MW)
- 1.717 MW - sucursale Termoelectrica